# Samosely

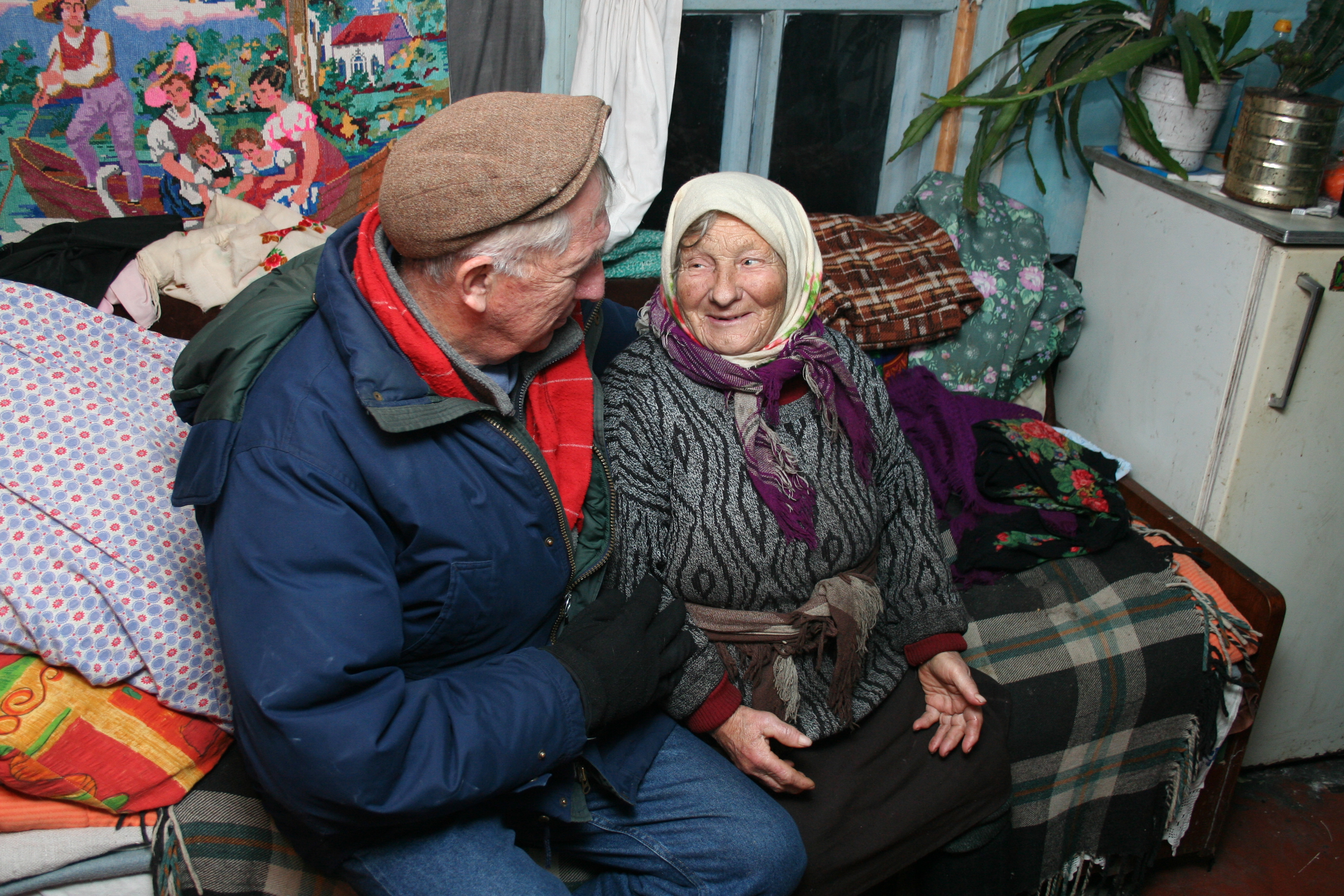
Due samoseli nel 2007

I samosely (in ucraino самосели?, in russo самосёлы?, samosëly, in bielorusso самасёлы?; lett. "auto-coloni") sono residenti abusivi nella zona di alienazione di 30 chilometri che circonda le aree più contaminate vicino alla centrale nucleare di Černobyl' in Bielorussia e Ucraina.
L'area comprende una serie di città e villaggi abbandonati dopo il disastro nucleare del 1986, la cui popolazione attuale è costituita da persone che si sono rifiutate di evacuare la zona o vi si sono reinsediate di nascosto dopo il suo isolamento. La maggior parte dei samosely sono persone anziane che risiedevano nella zona prima dell'incidente nucleare, ma altri coloni sono indigenti provenienti da aree esterne. Al momento dell'evacuazione, alla popolazione locale era stato prospettato un ritorno a casa entro pochi giorni, e molti hanno dovuto affrontare episodi di discriminazione nei luoghi di reinsediamento scelti dal governo sovietico.
Nel 2009 si stimava che fossero rimaste meno di 400 persone nell'area, la maggior parte delle quali concentrata nella città di Černobyl'. Dopo lo scoppio della guerra del Donbass nel 2014, si sono tuttavia aggiunti alcuni sfollati. Ciononostante, nel 2016 la popolazione totale era scesa a circa 180 persone, principalmente donne anziane.
Nell'aprile 2013, la ministra ucraina delle politiche sociali, Natalija Korolevs'ka, affermò che i coloni ricevevano ancora un pieno sostegno sociale da Kiev, escludendo però la possibilità di legalizzare la loro permanenza nella Zona.